# 9211 Ніс
9211 Ніс (9211 Neese) — астероїд головного поясу, відкритий 19 вересня 1995 року.
Тіссеранів параметр щодо Юпітера — 3,610.